# Colorado and Southern Railway
La Colorado and Southern Railway (C&S, CS) era una ferrovia statunitense che operava nella parte orientale del Paese, in modo autonomo dal 1898 al 1908, poi come parte della Chicago, Burlington and Quincy Railroad fino a quando non fu assorbita nella Burlington Northern Railroad nel 1981.
Fu creata nel 1898 in seguito alla fusione di varie ferrovie che erano entrate in bancarotta. La Colorado Central Railroad e la Cheyenne and Northern Railway furono riunite per formare la Union Pacific, Denver and Gulf Railway nel 1890. Quando la Union Pacific fallì nel 1893 furono separate dalla Union Pacific e unite con la Denver, Leadville and Gunnison Railway e altre ancora, da Frank Trumbull per formare la Colorado and Southern Railroad nel 1898. Nel 1908 la Chicago, Burlington and Quincy Railroad prese il controllo della C&S in seguito all'acquisto di quest'ultima. Si sarebbe poi fusa nella Burlington Northern Railroad nel 1981.
La C&S era anche la proprietaria della Fort Worth and Denver Railway, che andava da un collegamento a Texline a sud e a est fino al Texas. La FW&D è stata istituita come una società separata perché la legge del Texas richiedeva che le ferrovie operanti all'interno dei suoi confini dovessero essere incorporate all'interno di quello Stato.